# Cornelia de magistratibus
Cornelia de magistratibus va ser una llei romana establerta per Luci Corneli Sul·la cap a l'any 80 aC que prohibia exercir el càrrec de pretor abans d'haver estat qüestor, ni exercir el consolat sense haver estat pretor. Prohibia la reelecció per qualsevol magistratura abans de què haguessin passat 10 anys. Les edats mínimes per exercir les magistratures es van mantenir però algunes persones en van ser exceptuades per llei; els fills dels proscrits quedaven inhabilitats per exercir magistratures, però més tard Juli Cèsar els va readmetre.